# Pierina España
Pierina España (n. Barcelona, Venezuela; 17 de febrero de 1952) es una actriz venezolana que tuvo un resonante éxito en la década de los años 1970. Hija de padres sicilianos. Desde jovencita, el gran sueño de Pierina era ser actriz y lo consiguió a pesar de la oposición de sus padres. Durante más de 10 años trabajó en el mundo artístico, e incluso fue presentadora de programas y anfitriona de eventos estelares.

## Formación artística
Comenzó sus estudios en la Escuela de Teatro Juana Sujo. También hizo cursos artísticos y talleres en Caracas, Madrid, Roma, Lima y París. 

## Experiencia en televisión
Su nombre verdadero es Pierina Spagna. El comienzo de la carrera de Pierina fue un poco tambaleante, carecía de la escenografía propia de un artista que encarna un papel teatral. Sin embargo, al transcurrir los años fue elevando su calidad artística. Comenzó poco a poco a escalar posición ante una dura competencia de artistas venezolanos, ella con ascendencia europea (muchos decían que había nacido en Italia), tenía que competir y probar su calidad ante figuras de la talla de las criollas Doris Wells, Eva Blanco, Eva Moreno, Marina Baura, Mayra Alejandra,  Lupita Ferrer, Caridad Canelón y otras que estaban cimentadas en la TV venezolana. Su memorable actuación junto a José Luis Rodríguez y Mayra Alejandra en la telenovela La hija de Juana Crespo en la que encarnó a la madrastra de José Luis y en cuyo rol de joven arribista se enamora de su hijastro, le valió la consideración para papeles de mayor peso dramático. Sucede luego Sangre Azul novela escrita por Julio César Mármol y José Ignacio Cabrujas donde hace pareja con José Luis Rodríguez y tiene a Jean Carlo Simancas y Carmen Julia Álvarez como coprotagonistas. Este trabajo le valió en 1982 el prestigioso Premio ACE, el cual se entrega en Nueva York como Mejor Actriz en su papel protagónico. En el reglón masculino se lo llevó su coprotagonista Jean Carlo Simancas, cuya esposa de este, la Miss Venezuela 1980 Maye Brandt, lo recibió en su ausencia.
Al año siguiente, 1979, Pierina protagoniza una de las novelas más impactantes en la TV venezolana, pero no sólo al nivel nacional, sino internacional: Estefanía, una obra creada por Julio César Mármol que rememora los últimos años de la dictadura del gobierno del General Marcos Pérez Jiménez (1952-58). Pierina hace el papel protagónico de Estefanía Gallardo, y repite con José Luis Rodríguez en el rol de protagonistas, quien hace el papel de “El Guácharo”. La telenovela rompió récords de audiencia. A raíz de ese exitazo, Pierina España pasó a ser una de las artistas más solicitadas en la pantalla chica. Seguido a éste éxito Pierina graba la telenovela Muñequita junto al actor venezolano Carlos Olivier, pero su excesiva exposición por más de tres años seguidos en la televisión venezolana, al parecer no permitió alcanzar el éxito en la telenovela de corte taurino, retirándose posteriormente de la actuación.

## Regreso
Una vez retirada de la actuación, Pierina regresa a la televisión, esta vez no para actuar, sino para celebrar los 50 años de la desaparecida Radio Caracas Televisión, en el 2003 donde se hizo un "Regreso de Estefanía", la novela que la afamó para siempre. Escenas de Estefanía se presentaron luego de 24 años, ahí su hija pudo ver a su madre actuar, algo que le causó mucha emoción. Sin embargo, los siguientes capítulos no siguieron dándose debido al bajo rating que obtuvo para ese momento de diatriba política en Venezuela.
Eventualmente, Pierina regresó al mundo de las novelas el 16 de octubre de 2006, pero esta vez no en la pantalla chica, sino radialmente. Luego de esa larga espera, la estrella de Estefanía y Sangre Azul acepta actuar de nuevo, al convertirse en una de las protagonistas en la radionovela Fortunata y Jacinta, actuando con un gran elenco de artistas, como la estelar Marina Baura, Félix Loreto, Alicia Plaza, entre otros.

## Filmografía

### Televisión
- Claudia (1973) Escritora: María Antonieta Gómez.
- Gabriela (1973) Escritor: Manuel Piñera.
- Tuya para siempre (1974) Escritor: Norberto Díaz Granados.
- Valentina (1975) Original: Inés Rodena. Escritores: Inés Rodena, Manuel Muñoz Rico y Pedro Felipe Ramírez.
- Angélica (1976) Escritor: Manuel Muñoz Rico
- Carolina (1976) Original: Olga Ruilópez. Adaptación: Manuel Muñoz Rico y Ligia Lezama.
- Tormento (1977) Original: Benito Pérez Galdós. Adaptación: José Ignacio Cabrujas.
- La hija de Juana Crespo (1977) Original: Salvador Garmendia. Escritores: Salvador Garmendia, José Ignacio Cabrujas, Ibsen Martínez y Román Chalbaud.
- Silvia Rivas, divorciada (1977) Original: José Ignacio Cabrujas. Escritores: José Ignacio Cabrujas, Julio César Mármol, Fausto Verdial y María Elena Ascanio.
- TV confidencial (1977) Escritores: Manuel Muñoz Rico, María Elena Ascanio, Ibsen Martínez y Fausto Verdial.
- Soltera y sin compromiso (1978) Escritores: José Ignacio Cabrujas, Fausto Verdial, Pilar Romero e Ibsen Martínez.
- Piel de zapa (1978) Original: Honorato de Balzac. Adaptación: Salvador Garmendia, Aquiles Valero y María Elena Ascanio.
- Sonia (1978) Original: Salvador Garmendia, Aquiles Valero y María Elena Ascanio.
- Sangre azul (1978) Escritor: Julio César Mármol.
- Estefanía (1979) Escritores: Julio César Mármol y Humberto "Kiko" Olivieri.
- Muñequita (1980) Escritores: Julio César Mármol, Pedro Felipe Ramírez, Humberto "Kiko" Olivieri y Alicia Barrios.
- Mi hijo Gabriel (1980) Escritores: Pilar Romero y Fausto Verdial.
- Dulce sensación (2017) Escritores: Iris Dubs.

### Cine
- Dana, una pasión ardiente (1968). Venezuela. Director: Víctor M. González. Productor: Lorenzo González Izquierdo. Otros intérpretes: Jorge Palacios, Luis Pardi y María Martínez.
- Quindici forche per un assassino (1968) (Quince horcas para un asesino) Coproducción entre Italia y España. Director: Nunzio Malasomma. Otros intérpretes: Craig Hill.
- Io e lui (1973) (Yo y él) Coproducción entre Italia y Francia. Director: Luciano Salce. Productor: Dino De Laurentiis. Otros intérpretes: Lando Buzzanca.
- Maracaibo Petroleum Company (1974). Venezuela. Director: Daniel Oropeza. Productor: Raquel Ruiz. Otros intérpretes: Rafael Sebastián, Rafael Rodrigues, Alfonso Montilla.
- Historias de amor y brujería (1980). Venezuela. Director: Carlos Cosmi. Otros intérpretes: Tomás Henríquez, Liliana Durán, Orlando Urdaneta, María de Lourdes Devonish, Toco Gómez, Luis Gerardo Tovar.

## Actuaciones en teatro
- Nacida ayer.
- Acelgas con champán.
- Educando a un idiota.
- Ni Romeo ni Julieta.
- Asia y el Lejano Oriente. Autor: Isaac Chocrón.
- El Cristo de las violetas. Autor: Andrés Eloy Blanco.